# 霊公 (斉)
霊公（れいこう）は、春秋時代の斉の君主。頃公の子。

## 略歴
紀元前582年に父の後を継いで即位した。紀元前572年に晋の悼公が斉を討伐した。霊公は公子光（後の荘公）を人質として差し出して和議を結んだ。
紀元前563年に公子光を太子に定めた。公族である大夫の高厚が太子の傅役となり、太子に進言して太子は諸侯と会合して、鍾離で盟約を果たした。
紀元前555年に晋は荀偃（中行偃）に命じて、討伐させた。霊公は迎え撃ったが大敗して、臨淄に逃れた。その際に晏嬰が霊公を引き止めたが霊公は聞き容れなかった。そのとき晏嬰は「わが君は勇気のないお方ですな」と漏らした。晋は進撃して臨淄を攻撃したが、その住民は固く守備して晋の軍勢を寄せ付けなかった。そこで、荀偃は外城のみ焼き払って引き揚げた。
霊公はわかいときは魯の公女の顔懿姫をめとったが、子がなくその姪の鬷声姫が太子光を産んだが、側室に宋から娶った仲子と戎子がおり、仲子は公子牙を産んで、戎子にわが子を託した。霊公はその他の側室である魯の宰相叔孫僑如（魯の公族）の娘の穆孟姫が産んだ公子杵臼（景公）もいた。
紀元前554年に戎子は公子牙を太子に定めたいと霊公に嘆願した。霊公はそれを聞き届けたが、公子牙の生母である仲子が「それはよろしくないことです。わが君は光さまを太子にお立てになられて、すでに列侯として加われておいでです。いまここで廃嫡なされると、わが君は後悔なされるでしょう」と諌めた。しかし、霊公は「私が決めたことだ」といって、太子光を廃嫡して、東方の僻地に移させて、公子牙を新たな太子に定めて、あらためて高厚を傅役に命じた。
しかし、まもなく霊公が病床に伏せると、大夫の崔杼が東方に移されたもとの太子光を送り迎えて、戎子を誅殺した。同年の夏5月に霊公は没し、太子光が即位した。これが荘公である。彼は異母弟である公子牙を句瀆の丘で捕らえた。秋8月に崔杼は高厚を殺害した。

## エピソード
霊公は妃に男装をさせて、庶民の女性にも男装が流行した。、霊公は男装を禁止したが、収まらなかった。そこで晏嬰は「牛頭馬肉」の例を出して、諫言し、その通りにすると流行は収まった。、後に変化して故事成語の「羊頭狗肉」になる。